# Evie Tornquist-Karlsson
Evelyn Astrid "Evie" Tornquist, född 28 mars 1956 i Rahway i New Jersey, är en kristen sångerska med norsk-amerikansk bakgrund. Hon gjorde sångarkarriär i Sverige under 1970-talet.
Pingstprofilen Larseric Janson upptäckte henne och såg till att hon slog igenom som 14-åring när hon och hennes föräldrar var på besök i Sverige 1970. I februari 1979 gifte hon sig i sin hemstad Elizabeth i New Jersey med den kristne sångaren och sångförfattaren Pelle Karlsson (som skrev den svenska texten till Han är min sång och min glädje). 
År 1980 flyttade paret till Kalifornien, USA. Sedan 1983 har de bott i Naples, Florida. I USA har de arbetat med kristen TV-produktion. Hon har medverkat vid Billy Grahams kampanjer, och under våren 2006 turnerade hon tillsammans med sångerskan Rebecca S:t James. En av hennes skivor, Mirror, nominerades 1977 till en Grammy, och 2005 valdes hon in i Gospel Music Hall of Fame.
Sommaren 2011 var Evie och Pelle Karlsson i Sverige och medverkade vid Pingströrelsens årliga konferens Nyhemsveckan utanför Mullsjö.

## Diskografi
- 1970 – Evie
- 1970 – A song for everyone
- 1971 – Evie synger
- 1972 – Evie på svenska
- 1973 – Jag kommer till dig
- 1974 – Evie
- 1975 – Du skulle vara med i sången
- 1975 – Evie again
- 1976 – Gentle moments
- 1977 – Mirror
- 1977 – Come on ring those bells
- 1978 – A little song for my little friends
- 1979 – Never the same again
- 1980 – Favourites
- 1980 – Teach us your way
- 1981 – Unfailing love
- 1983 – Evie hymns
- 1983 – Restoration
- 1984 – Christmas a happy time'
- 1985 – Loving promises
- 1986 – When all is said and done
- 1987 – Christmas memories
- 1994 – Mer av dig - sånger för hans lärjungar
- 1996 – Songs for his family
- 1998 – Day by day
- 2006 – Evie På Svenska – 15 önskesånger
- 2008 – Jul med Evie (nyutgivning på CD av LP-skivorna "Jul med Evie" från -74 och "Julens klockor ring" från -78)